# Imagem binária

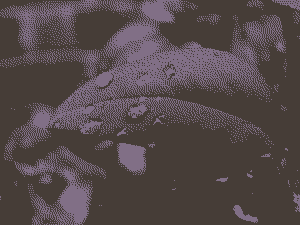
Fotografia em preto e branco binário

Uma Imagem binária, também chamada bi-nível, é uma imagem digital na qual há apenas dois valores possíveis para cada pixel. Os nomes preto e branco, P&B, monocromia e monocromático também são usados para este conceito, mas também podem significar imagens que tenham apenas uma amostra por píxel, como o nível de cinza.
Imagens binárias freqüentemente surgem no processamento de imagem digital como máscaras e resultados de certas operações como segmentação, threshold e ruído. Muitos dispositivos, tais como impressoras a laser, máquinas de fax e monitores de computador, operam somente com imagens binárias.
A interpretação dos valores dos pixels binários são também dependentes do dispositivo. Alguns sistemas interpretam o valor 0 como preto e 1 como branco, enquanto outros invertem os sentidos destes valores. Estes são chamados de sabores baunilha e chocolate no padrão de interface de computador TWAIN para digitalizadores e câmeras digitais.